# Фур'є-спектроскопія
Фур'є-спектроскопія — метод вимірювання спектрів, в якому інформація про когерентність сигналу (наприклад електромагнітної хвилі) накопичується у вигляді часової або просторової розгортки, до якої застосовується перетворення Фур'є. Метод застосовується в широкому колі спектроскопій різного типу, зокрема в оптичній спектросокопії, інфрачервоній спектроскопії (FTIR, FT-NIRS), ядерному магнітному резонансі та отриманні зображень на його основі, мас-спектроскопії, спектроскопії електронного парамагнітного резонансу тощо. Часову когерентність світла можна вимірювати кількома різними методами, зокрема за допомогою спектрометра Майкельсона та імпульсного фур'є-спектрографа (чутливішого та швидшого за звичні спектроскопічні методики, але застосовного лише в умовах лабораторії).
Назва фур'є-спектроскопія відображає той факт, що всі ці методи використовують перетворення Фур'є для одержання спектрів зі вихідних даних і в оптиці часто працюють з інтерферометрами. Теоретичною основою методики є теорема Вінера-Хінчина.

## Концепція

### Вимірювання спектру випромінювання

Приклад спектру: спектр світла блакитного полум'я бутанового пальника. На горизонтальній осі відкладено довжину хвилі світла, на вертикальній — його інтенсивність на цій частоті.

Однією з базових задач спектроскопії є визначення спектру джерела світла: скільки світла випромінюється на різних частотах. Найпростіший спосіб вимірювання спектру — пропустити світло через монохроматор, який блокує все світло, крім світла певної частоти. Тоді можна визначити інтенсивність того світла, що залишилося. Ця величина прямо зв'язана з інтенсивністю випромінювання з заданою довжиною хвилі. Змінюючи налаштування монохроматора, можна виміряти весь спектр. Ця проста схема описує принцип дії деяких спектрометрів.
Фур'є-спектроскопія досягає результату менш інтуїтивно зрозумілим шляхом. У цьому методі в детектор потрапляє світло багатьох, а не однієї, довжини хвилі, а вимірюється сумарна інтенсивність. На наступному кроці пучок модифікують так, що він складається з іншої комбінації довжин хвиль, і записують в набір даних ще одну точку. Цей процес повторюють багато разів. Після нього весь набір даних обробляється комп'ютером, який визначає інтенсивність світла кожної частоти.
Конкретно: між джерелом світла та детектором встановлюється система дзеркал, конфігурацію яких можна змінювати. Дзеркала пропускають світло певних довжин хвилі, але не пропускають світло інших довжин завдяки ефекту інтерференції. Для отримання кожної точки пучок змінюють, рухаючи одне з дзеркал, що дозволяє модифікувати набір довжин хвилі, що проходить до детектора.
Для отримання бажаного результату (інтенсивність світла в залежності від довжини хвилі) з сирих даних (інтенсивність світла в залежності від конфігурації системи дзеркал) потрібен комп'ютерний аналіз. Цей аналіз застосовує загальний алгоритм — перетворення Фур'є, що й дало назву методу. Іноді сирі дані називають «інтерферограмою». Комп'ютеризоване устаткування вимагає автоматизації приготування зразків, особливо, зважаючи на здатність світла аналізувати дуже незначні кількості речовини. Зразки при цьому зберігаються краще, а дослід легше повторити. Ці переваги важливі, наприклад, при необхідності давати свідчення в суді.

### Вимірювання спектрів поглинання

Інтерферограма Фур'є-спектрометра. Це ті сирі дані, з яких за допомогою перетворення Фур'є отримують спектр. Пік у центрі — положення НПШ («нульова різниця шляхів»): усе світло пройшло через інтерферометр Майкельсона, оскільки його плечі мають однакову довжину.

Метод фур'є-спектроскопії можна також застосовувати для вивчення спектрів поглинання. Так працює, наприклад, інфрачервона фур'є-спектроскопія, що є звичним методом у хімії.
Метою спектроскопії поглинання є вивчення того, як зразок поглинає чи пропускає світло на різних довжинах хвилі. Хоча спектроскопія випромінювання та поглинання принципово різні, практично між ними існує тісний зв'язок. Будь-який метод, застосовний для вивчення спектрів випромінювання можна застосувати до дослідження спектрів поглинання. Спочатку вимірюється спектр випромінювання широкосмугового джерела, наприклад, лампи. Цей спектр називається «фоновим». Після вимірюється спектр випромінювання лампи через зразок, і цей спектр називають «спектром зразка». Зразок поглинає певну частину світла, тому спектр зразка відрізняється від фонового. Відношення спектру зразка до фонового пропорційне спектру поглинання зразка.
Отже, метод фур'є-спектроскопії можна використовувати як для вимірювання спектрів випромінювання (наприклад, зірки), так і спектрів поглинання (наприклад, рідини).

## Спектрограф Майкельсона неперервної дії

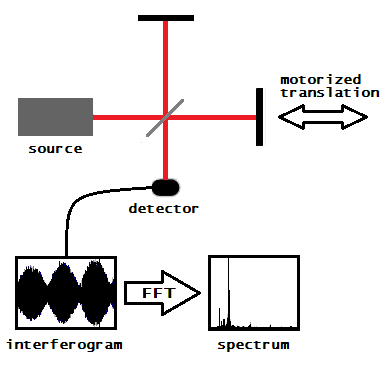
Фур'є-спектрометр — це інтерферометр Майкельсона, в якому одне з двох дзеркал може рухатися, завдяки чому можна змінювати довжину оптичного шляху в одному з його пліч.

Спектрограф Майкельсона працює аналогічно інструменту, що використовувався в експерименті Майкельсона-Морлі. Світло джерела ділиться на два пучки за допомогою наполовину посрібленого дзеркала. Один з пучків відбивається в напрямку до дзеркала з фіксованим положенням, а інший до дзеркала, що може рухатися, а отже вносити затримку в час проходження світла. Пучки інтерферують, що дозволяє виміряти зміну інтерференційної картини з для кожного положення дзеркал, що по суті перетворює часову затримку в зміну просторової координати. Вимірюючи сигнал при численних дискретних положеннях пересувного дзеркала, за допомогою перетворень Фур'є можна відтворити спектр. Спектрографи Майкельсона у випадку яскравих джерел мають дуже високу спектральну роздільну здатність.
Спектрографи Майкельсона користувалися значною популярністю в застосуваннях, зв'язаних із інфрачервоним випромінюванням, у часи, коли інфрачервона астрономія мала тільки однопіксельні детектори. Спектрометри Майкельсона, що давали б зображення, можливі, але їх витіснили інтерферометри Фабрі-Перо, які легше виготовити.

### Відтворення спектру
Інтенсивність з залежності від різниці довжин оптичного шляху (запізнення) в інтерферометрі {\displaystyle p} та хвильового числа {\displaystyle {\tilde {\nu }}=1/\lambda } дорівнює
{\displaystyle I(p,{\tilde {\nu }})=I({\tilde {\nu }})[1+\cos(2\pi {\tilde {\nu }}p)]},
де {\displaystyle I({\tilde {\nu }})} — спектр, який треба визначити. Зовсім не обов'язково, щоб {\displaystyle I({\tilde {\nu }})} була модульованою проходженням світла через зразок, поміщений перед інтерферометром. Насправді в більшості інфрачервоних фур'є-спектрометрів зразок поміщають на оптичному шляху. Сумарна інтенсивність на детекторі дорівнює
{\displaystyle I(p)=(p,\int _{0}^{\infty }I(p,{\tilde {\nu }})d{\tilde {\nu }})=(p,\int _{0}^{\infty }I({\tilde {\nu }})[1+\cos(2\pi {\tilde {\nu }}p)]d{\tilde {\nu }}).}
Це просто перетворення Фур'є. Обертаючи його, отримують бажаний результат:
{\displaystyle I({\tilde {\nu }})=4\int _{0}^{\infty }[I(p)-{\tfrac {1}{2}}I(p=0)]\cos(2\pi {\tilde {\nu }}p)dp.}

## Імпульсна фур'є-спектрометрія
Перетворення Фур'є можна також застосувати для вивчення коливань у системах, збурених зовнішнім імпульсом. Аналізується частота відгуку в залежності від поля в спектрометрі, що дає бажану інформацію про властивості аніліту.

### Приклади
У спектроскопії електронного парамагнітного резонансу та ядерного магнітного резонансу збурення відбувається в сильному магнітному полі мікрохвильовим або радіочастотним імпульсом, відповідно. Він викликає обертання магнітних моментів, орієнтованих під кутом до магнітного поля. Це обертання наводить періодичні струми в котушці детектора. Кожен спін має свою характеристичну частоту обертання (в залежності від магнітного поля), що дає інформацію про зразок.
У Фур'є-мас-спектроскопії збуренням є інжекція заряджених частинок в сильне електромагнітне поле циклотрона. У циклотроні частинки рухаються по колу, наводячи струми в котушці, зафіксованій на колі. Кожна частинка має свою характерну для неї циклотронну частоту, що залежить від магнітного поля в циклотроні, що дає можливість ідентифікувати частинки за масами.

### Вільне згасання сигналу
Імпульсна Фур'є-спектрометрія має ту перевагу, що за допомогою одного вимірювання, яке відслідковує часову залежність відгуку, можна з легкістю виділили набір однотипних, але різних сигналів. Сумарний сигнал називають «сигналом вільного індукованого згасання», оскільки зазвичай відгук системи на імпульсне збурення згасає з часом завдяки різним ентропійним факторам.

### Наноскопічна спектроскопія
Імпульсні джерела світла дозволяють реалізувати засади фур'є-спектроскопії в мікроскопах ближнього поля. Зокрема це стосується нано-ФІЧ (фур'є-спектроскопії інфрачервоного випромінювання наномасштабу), в якій нанометрової роздільності досягають, використовуючи розсіяння на гострому щупі. Потужне освітлення компенсує відносно малу (нерідко меншу від 1 %) ефективність розсіяння.

## Перевага Феллгетта
Важливе покращення, яке вносить використання перетворення Фур'є, продемонстрував британський фізик Пітер Феллгетт. Суть переваги Феллгетта, яку називають також мультиплексним принципом, у тому, що проводячи вимірювання за умов, коли домінує детекторний шум, незалежний від потужності випромінювання, мультиплексний спектрометр (а Фур'є-спектрометр належить до цього класу) дає покращення співвідношення сигнал/шум у порівнянні з монохроматором, пропорційне квадратному кореню з числа точок у спектрі. Однак, якщо в детекторі домінує дробовий шум, пропорційний квадратному кореню потужності, то перевага зникає. Дробовий шум є головною причиною того, що Фур'є-спектроскопія не набула популярності в ультрафіолетовому та видимому діапазонах.

## Виноски
1. ↑  Antoine Abragam. 1968. Principles of Nuclear Magnetic Resonance., Cambridge University Press: Cambridge, UK.
2. ↑   Semiautomated depositor for infrared microspectrometry
3. ↑  Peter Atkins, Julio De Paula. 2006. Physical Chemistry, 8th ed. Oxford University Press: Oxford, UK.
4. ↑  Hegenbarth, R; Steinmann, A; Mastel, S; Amarie, S; Huber, A J; Hillenbrand, R; Sarkisov, S Y; Giessen, H. High-power femtosecond mid-IR sources for s-SNOM applications. Journal of Optics. 16 (9). doi:10.1088/2040-8978/16/9/094003.